# Konståkning vid olympiska vinterspelen 1984
Konståkning vid olympiska vinterspelen 1984 i Sarajevo, SR Bosnien och Hercegovina, Jugoslavien.

## Medaljställning
| Pl. | Nation          | Guld | Silver | Brons | Totalt |
| --- | --------------- | ---- | ------ | ----- | ------ |
| 1   | Sovjetunionen   | 1    | 1      | 3     | 5      |
| 2   | USA             | 1    | 2      | 0     | 3      |
| 3   | Storbritannien  | 1    | 0      | 0     | 1      |
| 3   | Östtyskland     | 1    | 0      | 0     | 1      |
| 5   | Kanada          | 0    | 1      | 0     | 1      |
| 6   | Tjeckoslovakien | 0    | 0      | 1     | 1      |

## Resultat

### Herrar
| Medalj | Åkare                        |
| ------ | ---------------------------- |
| Guld   | Scott Hamilton (USA)         |
| Silver | Brian Orser (CAN)            |
| Brons  | Jozef Sabovčík (TCH)         |
| 4      | Rudi Cerne (FRG)             |
| 5      | Brian Boitano (USA)          |
| 6      | Jean-Christophe Simond (FRA) |
| 7      | Alexander Fadeyev (URS)      |
| 8      | Vladimir Kotin (URS)         |
| 9      | Norbert Schramm (FRG)        |
| 10     | Heiko Fischer (FRG)          |
| 11     | Gary Beacom (CAN)            |
| 12     | Grzegorz Filipowski (POL)    |
| 13     | Mark Cockerell (USA)         |
| 14     | Masaru Ogawa (JPN)           |
| 15     | Laurent Depouilly (FRA)      |
| 16     | Falko Kirsten (GDR)          |
| 17     | Lars Akesson (SWE)           |
| 18     | Zhaoxiao Xu (CHN)            |
| 19     | Cameron Medhurst (AUS)       |
| 20     | Jaime Eggleton (CAN)         |
| 21     | Miljan Begovic (YUG)         |
| 22     | Paul Robinson (GBR)          |
| 23     | Cho Jae-hyung (KOR)          |

### Damer
| Medalj | Åkare                      |
| ------ | -------------------------- |
| Guld   | Katarina Witt (GDR)        |
| Silver | Rosalynn Sumners (USA)     |
| Brons  | Kira Ivanova (URS)         |
| 4      | Tiffany Chin (USA)         |
| 5      | Anna Kondrashova (URS)     |
| 6      | Elaine Zayak (USA)         |
| 7      | Manuela Ruben (FRG)        |
| 8      | Elena Vodorezova (URS)     |
| 9      | Claudia Leistner (FRG)     |
| 10     | Sanda Dubravcic (YUG)      |
| 11     | Sandra Cariboni (SUI)      |
| 12     | Kay Thomson (CAN)          |
| 13     | Elizabeth Manley (CAN)     |
| 14     | Myriam Oberwiler (SUI)     |
| 15     | Karin Telser (ITA)         |
| 16     | Katrien Pauwels (BEL)      |
| 17     | Susan Jackson Wagner (GBR) |
| 18     | Agnes Gosselin (FRA)       |
| 19     | Masako Kato (JPN)          |
| 20     | Catarina Lindgren (SWE)    |
| 21     | Vicki Holland (AUS)        |
| 22     | Zhenghua Bao (CHN)         |
| 23     | Kim Hae-sung (KOR)         |
| DNF    | Marta Cierco-Viqeira (ESP) |

### Paråkning
| Medalj | Åkare                                      |
| ------ | ------------------------------------------ |
| Guld   | Jelena Valova & Oleg Vasiljev (URS)        |
| Silver | Kitty Carruthers & Peter Carruthers (USA)  |
| Brons  | Larisa Seleznjova & Oleg Makarov (URS)     |
| 4      | Sabine Baess & Tassilo Thierbach (GDR)     |
| 5      | Birgit Lorenz & Knut Schubert (GDR)        |
| 6      | Jill Watson & Burt Lancon (USA)            |
| 7      | Barbara Underhill & Paul Martini (CAN)     |
| 8      | Katherina Matousek & Lloyd Eisler (CAN)    |
| 9      | Marina Avstrijskaja & Jurij Kvasjnin (URS) |
| 10     | Lea Ann Miller & William Fauver (USA)      |
| 11     | Babette Preussler & Tobias Schroter (GDR)  |
| 12     | Melinda Kunhegyi & Lyndon Johnston (CAN)   |
| 13     | Claudia Massari & Leonardo Azzola (FRG)    |
| 14     | Susan Garland & Ian Jenkins (GBR)          |
| 15     | Bo Luan & Bin Yao (CHN)                    |

### Isdans
| Medalj | Åkare                                       |
| ------ | ------------------------------------------- |
| Guld   | Jayne Torvill & Christopher Dean (GBR)      |
| Silver | Natalja Bestemjanova & Andrej Bukin (URS)   |
| Brons  | Marina Klimova & Sergej Ponomarenko (URS)   |
| 4      | Judy Blumberg & Michael Seibert (USA)       |
| 5      | Carol Fox & Richard Dalley (USA)            |
| 6      | Karen Barber & Nicky Slater (GBR)           |
| 7      | Olga Volotjinskaja & Aleksandr Svinin (URS) |
| 8      | Tracy Wilson & Robert McCall (CAN)          |
| 9      | Petra Born & Rainer Schonborn (FRG)         |
| 10     | Elisa Spitz & Scott Gregory (USA)           |
| 11     | Wendy Sessions & Stephen Williams (GBR)     |
| 12     | Kelly Johnson & John Thomas (CAN)           |
| 13     | Jindra Hola & Karol Foltan (TCH)            |
| 14     | Nathalie Herve & Pierre Bechu (FRA)         |
| 15     | Isabella Micheli & Roberto Pelizzola (ITA)  |
| 16     | Klara Engi & Attila Toth (HUN)              |
| 17     | Noriko Sato & Tadayuki Takahashi (JPN)      |
| 18     | Cristina Boianova & Yavor Ivanov (BUL)      |
| 19     | Hongyan Xi & Xiaolei Zhao (CHN)             |